# 迪亞高·馬田斯
迪亞高·迪蘇沙·馬田斯（Dhiego de Souza Martins，1988年8月27日—），生於巴西坎普莫朗，巴西足球運動員，司職左中場。

## 球員生涯
迪亞高生於巴西坎普莫朗，在他大約七歲時在一次街場與朋友踢足球被國際體育會球探相中，邀請他到球會的青年軍試訓，經過一星期的試訓，球會決定將迪亞高收歸旗下。離開國際體育會青年軍後，迪亞高投身室內五人足球行列，在巴西五人足球聯賽比賽接近三年，離開五人足球行列後，迪亞高輾轉征戰巴西國內低組別聯賽。2011年，曾與迪亞高共事的教練因與時任南華助教祖利亞相識，得知南華需要一名技術速度兼備的輔鋒，故推薦迪亞高來港。同年12月29日，南華宣佈迪亞高加盟球會，簽約五年，首兩場便入3球。  2012年2月4日，迪亞高首度為南華出賽，並且於該仗攻入兩球，協助南華以 4–2 擊敗日之泉JC晨曦。2012年9月29日，南華憑巴西前鋒迪亞高在補時8分鐘建功，以1–0絕殺衞冕的傑志，但入球功臣迪亞高因除衫慶祝而被罰第2面黃牌，紅牌被逐。
2014年，迪亞高離開南華後，收到了來自阿爾巴尼亞的史簡達堡邀請，轉戰歐洲3線聯賽，以7球成為隊內神射手，更助球隊奪聯賽冠軍霸阿爾巴尼亞。在2015年下半年，迪亞高轉到阿塞拜疆的國際巴庫效力，首次上陣是歐霸外圍賽作客面對冰島球隊，迪亞高交出一入球一助攻的表現助球隊首回合獲勝。縱使次回合落敗，但仍助球隊殺入下一圈外圍賽。第二圈面對西甲球隊畢爾包亦有上陣，可惜最終不敵對手出局。在效力半年間一共攻入5球和交出多個助攻，成為國際巴庫奪阿塞拜疆超聯亞軍成員，2個球季都保持平均每3場就入1球。
2015年12月30日，迪亞高加盟香港超級聯賽球會香港飛馬，於2016年1月23日對灝天黃大仙的聯賽取得加盟後的首個入球。在2016年2月，迪亞高入選香港聯賽選手隊出戰2016猴年賀歲盃，並在35分鐘取得入球，最终港聯以4–0大勝香港代表隊。2016年5月1日，足總盃4強，香港飛馬以2–0淘汰冠忠南區闖決賽，當中上半場33分鐘，迪亞高與準備開角球的李家豪有默契地假裝撞牆，後者輕輕掂過皮球推前後，讓迪亞高直帶落底線扭過兩名冠忠南區守衛，再窄角度射穿門將謝德謙「大細」，先開紀錄的英超蠱惑式角球戰術，事後引發不少爭議，引來網上熱話。季尾，迪亞高協助香港飛馬4日內連奪足總盃冠軍及菁英盃冠軍。2016年9月24日，迪亞高於香港飛馬主場以2–2賽和九巴元朗的聯賽取得在2016－17球季的首個入球。於2017年5月正式離隊加盟和富大埔並即在9月30日對理文的聯賽取得加盟後的首個入球最終協助和富大埔以2–2賽和對手。

## 家庭生活
迪亞高小時候家裏並不富有，沒錢供他到私立學校讀書，幸他能以足球員身份取得獎學金完成中學課程，他於畢業後亦未停止從書中吸取知識，而閱讀更漸漸成為他的興趣，他於在港效力期間帶來的書不多，但全部都是與健康和運動有關的書籍，他為使家人生活得更舒適於2015年他就帶同妻子Layza及女兒Isabela由阿塞拜疆的巴庫來港定居，到2017年9月3日迪亞高第二位兒子Joaquim在港出世，現時迪亞高仍好學不倦而母語為葡萄牙語的他離鄉後自學英語，於2011年來港加盟南華，因為不是每個地方都能以葡萄牙語與人溝通，於是迪亞高便逼自己上網自學，並堅持用英語與其他球員溝通。

## 榮譽
南華
- 香港甲組足球聯賽冠軍（2012–13季度）
- 香港高級組銀牌冠軍（2013–14季度）

香港飛馬
- 香港足總盃冠軍（2015–16季度）
- 香港菁英盃冠軍（2015–16季度）

香港聯賽選手隊
- 香港賀歲盃冠軍（2016年）

## 外部連結
- 香港足球總會網站球員資料 （页面存档备份，存于）